# Domenico Peranni
Domenico Peranni (Trapani, 22 aprile 1803 – Palermo, 17 luglio 1875) è stato un patriota e politico italiano.

## Biografia
Figlio di un Generale d'artiglieria dell'Esercito borbonico, sostenne gli esiliati dopo la rivoluzione siciliana del 1848.
Con l'occupazione garibaldina di Palermo, il 7 giugno 1860 fu nominato segretario di Stato (Ministro) delle Finanze del Governo Dittatoriale garibaldino.
Consigliere della Cassa di risparmio di Palermo dal novembre 1861, fu poi Presidente del Banco di Sicilia. È stato sindaco di Palermo dal 1868 al 1873. Nominato senatore del Regno nel 1873.
Fu presidente della Società siciliana di storia patria.